# Prionapteryx ochrifasciata
Prionapteryx ochrifasciata là một loài bướm đêm trong họ Crambidae.